# Sonate K. 186
La sonate K. 186 (F.136/L.72) en fa mineur est une œuvre pour clavier du compositeur italien Domenico Scarlatti.

## Présentation
La sonate K. 186, en fa mineur, notée Allegro, forme une paire avec la sonate suivante. La parenté repose sur les cellules rythmiques.

## Manuscrits
Le manuscrit principal est le numéro 10 du volume II (Ms. 9773) de Venise (1752), copié pour Maria Barbara ; l'autre est Parme II 19 (Ms. A. G. 31407). Une copie figure à Saragosse (E-Zac), source 2 (1750-1751), ms. B-2 Ms. 31, fos 97v-99r, no 49 (1751–1752), mais sa compagne figure au no 9 du même volume, copié avant Venise et Parme.

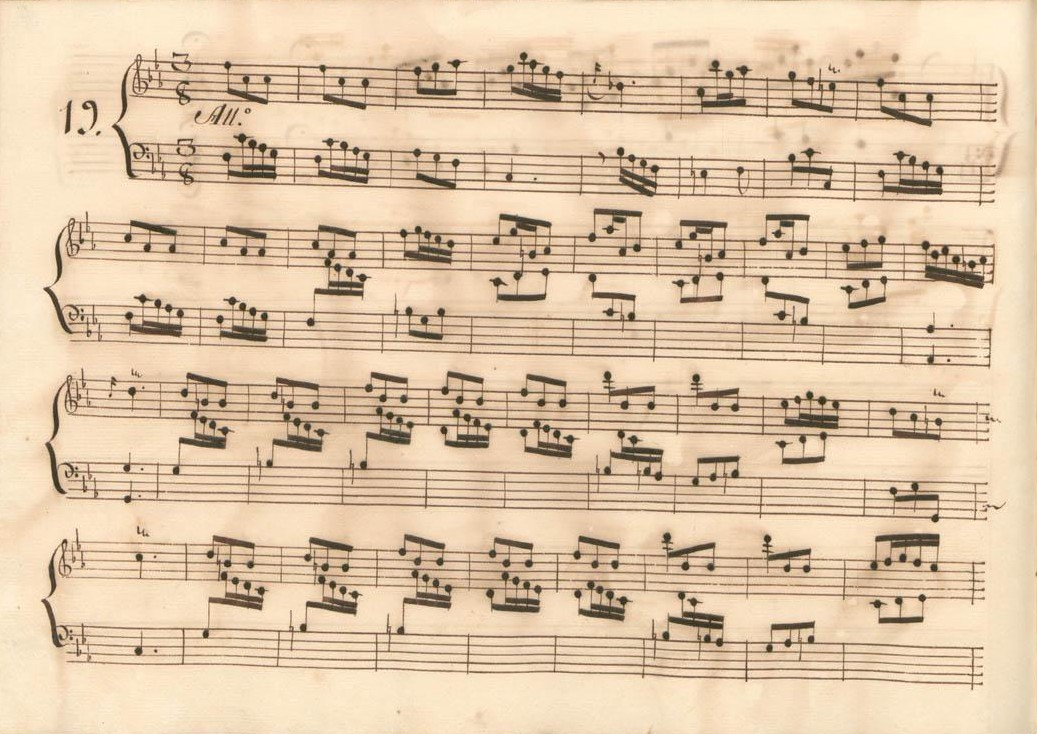
Parme II 19.
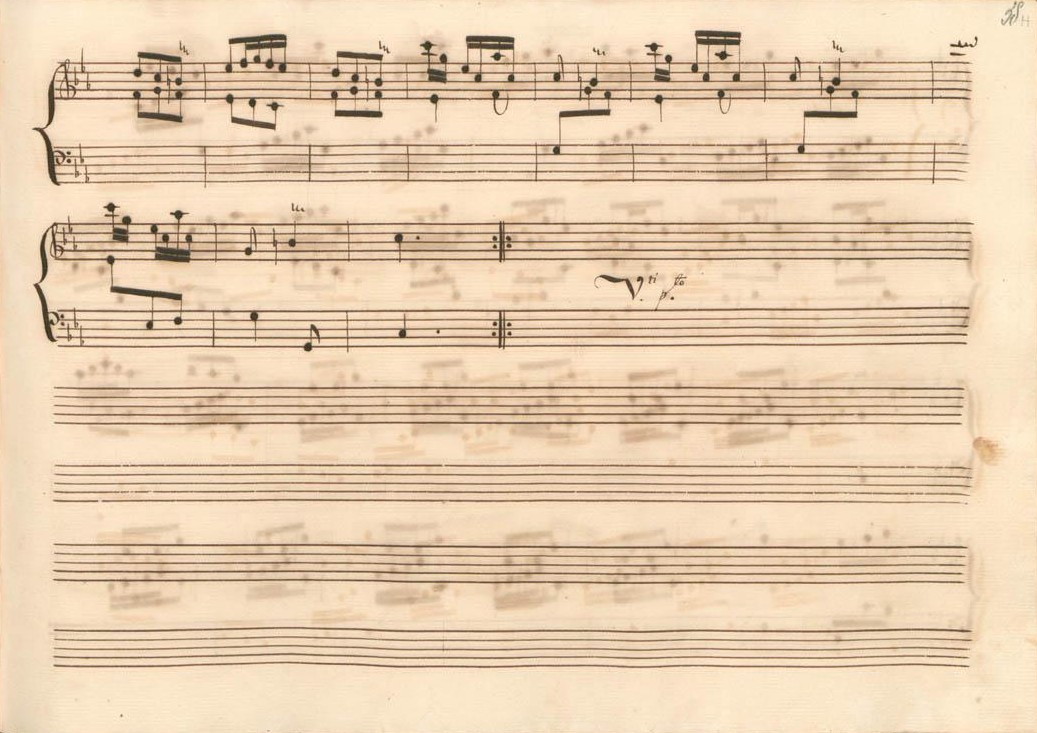
Parme II 19 (fin de la première section).
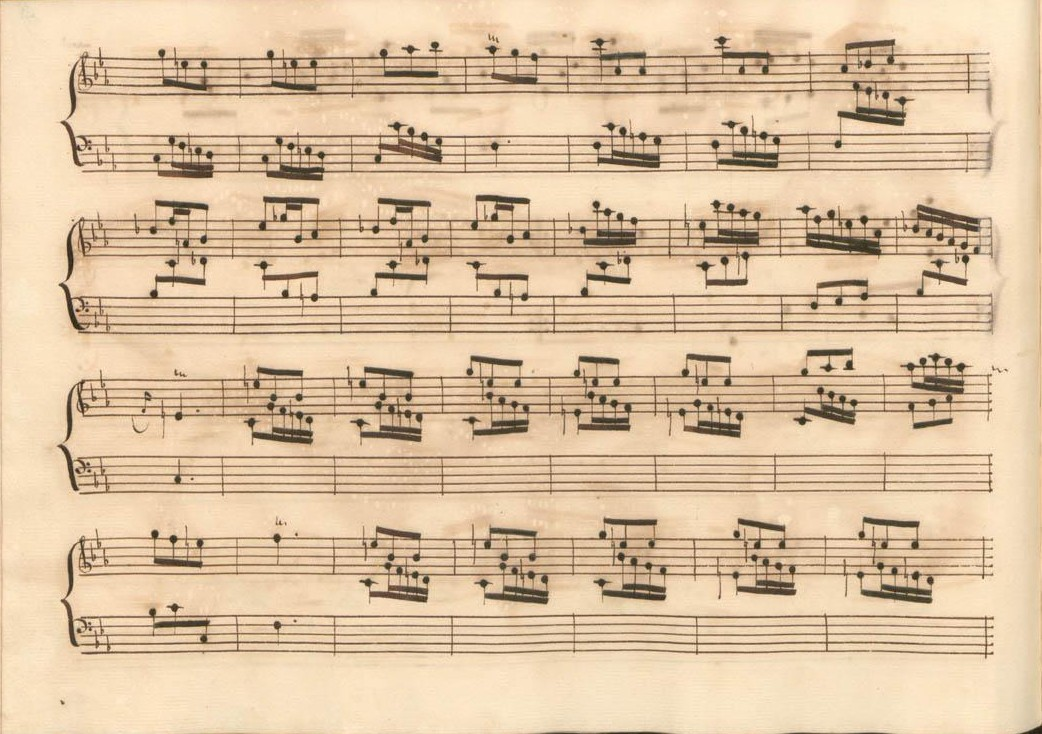
Parme II 19 (début de la seconde section).
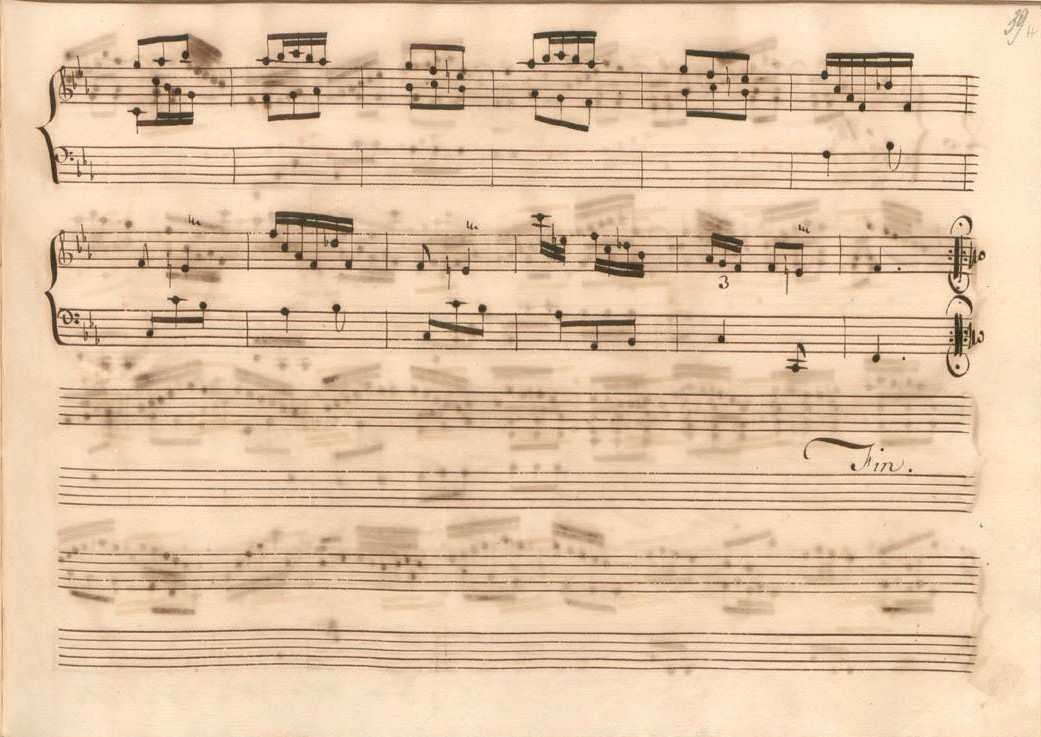
Parme II 19 (fin de la sonate).
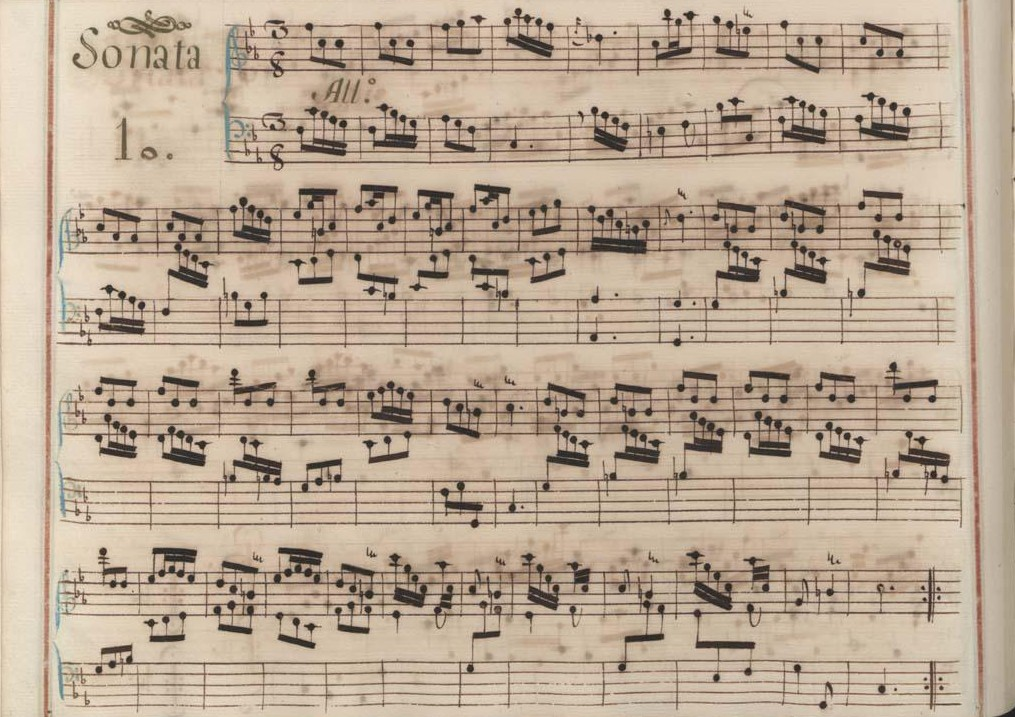
Venise II 10.
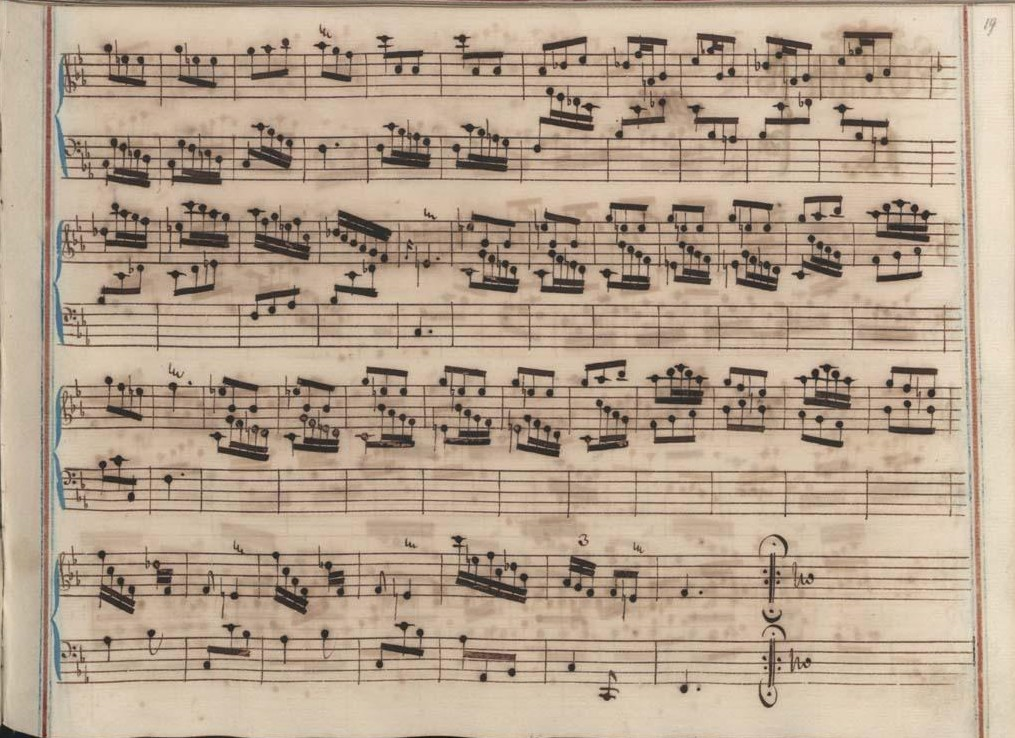
Venise II 10 (fin de la sonate).

## Interprètes
La sonate K. 186 est défendue au piano, notamment par Gerda Struhal (2007, Naxos, vol. 12), Carlo Grante (2009, Music & Arts, vol. 1) ; au clavecin, elle est jouée par Scott Ross (1985, Erato), Richard Lester (2001, Nimbus, vol. 1), Ottavio Dantone (2002, Stradivarius, vol. 7) et Pieter-Jan Belder (Brilliant Classics, vol. 4).

## Sources
: document utilisé comme source pour la rédaction de cet article.
- Ralph Kirkpatrick (trad. de l'anglais par Dennis Collins), Domenico Scarlatti, Paris, Lattès, coll. « Musique et Musiciens », 1982 (1re éd. 1953 (en)), 493 p. (ISBN 978-2-7096-0118-4, OCLC 954954205, BNF 34689181).
- Alain de Chambure, « Domenico Scarlatti, Intégrale des sonates — Scott Ross », Erato/Éditions Costallat (2564-62092-2 (livret : 2292-45309-2)), 1985 (OCLC 891183737) .
- (es) Celestino Yáñez Navarro (thèse), Nuevas aportaciones para el estudio de las sonatas de Domenico Scarlatti. Los manuscritos del Archivo de Música de las Catedrales de Zaragoza, Université autonome de Barcelone, 2016 (lire en ligne)
- (es) Celestino Yáñez Navarro, « La existencia en España de una tercera gran colección de sonatas de D. Scarlatti copiada por el escriba de los Manuscritos de Venecia (Libros I-XIII) y Parma (Libros I-XV) », Anuario Musical, no 73,‎ décembre 2018, p. 167–186 (ISSN 0211-3538, DOI 10.3989/anuariomusical.2018.73.11, lire en ligne)